# Alcolea del Río
Alcolea del Río – gmina w Hiszpanii, w prowincji Sewilla, w Andaluzji, o powierzchni 50,02 km². W 2011 roku gmina liczyła 3424 mieszkańców. Alcolea del Río ma klimat śródziemnomorski ze źródłami o nieregularnych i obfitych opadach deszczu.